# Fernando Fernán Gómez
Fernando Fernández Gómez, conocido como Fernando Fernán Gómez o Fernando Fernán-Gómez (Lima, Perú, 28 de agosto de 1921-Madrid, España, 21 de noviembre de 2007), fue un novelista, dramaturgo, actor, guionista y director de cine, de teatro y de televisión argentino, aunque de padres españoles, que desarrolló toda su carrera en España, país del que obtuvo la nacionalidad en 1984. Fue uno de los nombres esenciales del panorama cinematográfico y literario español por la pluralidad de su talento, así como por su extensa y variada trayectoria artística, lo que lo llevó a ser miembro de la Real Academia Española el 30 de enero de 2000, donde tomó posesión de la silla B.

## Biografía
Lo más probable, según escribió en sus memorias, es que naciese en Lima el 28 de agosto de 1921, por más que su partida de nacimiento indique que lo hizo en la capital argentina, Buenos Aires. La razón de esto responde a que su madre, la actriz de teatro Carola Fernán Gómez, estaba de gira por Sudamérica cuando nació en Lima, por lo que su partida de nacimiento fue expedida días más tarde en Argentina, nacionalidad que mantuvo, además de la española, que le fue otorgada en 1984. Hijo extramarital, su padre fue el también actor Fernando Díaz de Mendoza y Guerrero, hijo de María Guerrero, quien impidió el matrimonio entre los padres de Fernando Fernán Gómez.
Tras algún trabajo escolar como actor, estudió Filosofía y Letras en Madrid, estudios que abandonó al comenzar la Guerra Civil, pero su verdadera vocación lo condujo al teatro. Durante la Guerra Civil recibió clases en la Escuela de Actores de la CNT, debutando como profesional en 1938 en la compañía de Laura Pinillos; allí lo descubrió Enrique Jardiel Poncela, quien le dio su primera oportunidad al ofrecerle, en 1941, un papel como actor de reparto en su obra Eloísa está debajo de un almendro, estrenada en Madrid el 24 de mayo de 1941. Tres años más tarde le contrató la productora cinematográfica Cifesa y así irrumpió en el cine con la película Cristina Guzmán, dirigida por Gonzalo Delgrás, y ya al año siguiente le ofrecieron su primer papel protagonista en Empezó en boda, de Raffaello Matarazzo. En efecto, trabajó como actor hasta principios de los cuarenta para dedicarse después al cine, primero como actor —en éxitos como Botón de ancla o Balarrasa— y como director más tarde, sin descuidar su vocación de autor de teatro y director de escena, y escritor y guionista asiduo de la tertulia del Café Gijón. Llevó una madrileña vida noctámbula en los cincuenta, que ha contado en más de una ocasión. A mediados de esta década dio comienzo una popular asociación profesional con la actriz argentina Analía Gadé que fue iniciada con Viaje de novios (1956), película dirigida por León Klimovsky y luego con varias comedias más, muchas dirigidas por Pedro Lazaga, como Las muchachas de azul (1957), Ana dice sí (1958) o Luna de verano (1959). Fernán Gómez debutó en la dirección con Manicomio (1954) y dirigió con Analía Gadé como protagonista femenina las películas La vida por delante (1958) y La vida alrededor (1959).
Se casó y divorció de la cantante María Dolores Pradera (1945-1957), con la que tuvo una hija, la actriz Helena Fernán Gómez, y un hijo, Fernando, relacionado también con la cultura. Después mantuvo una larga relación desde principios de los años setenta con la actriz Emma Cohen, tras conocerla en un episodio de la serie de TVE Tres eran tres (1973). Cohen y Fernán Gómez se casaron en 2000, y el matrimonio duró hasta el fallecimiento de este en 2007.
A partir de 1984 vuelca su cada vez más intensa vocación literaria en la escritura de muy personales artículos en Diario 16 y el suplemento dominical de El País, produciendo además varios volúmenes de ensayos y once novelas, fuertemente autobiográficas unas e históricas otras: El vendedor de naranjas, El viaje a ninguna parte, El mal amor, El mar y el tiempo, El ascensor de los borrachos, La Puerta del Sol, La cruz y el lirio dorado, etcétera. Fue un gran éxito su autobiografía en dos volúmenes, El tiempo amarillo, de la que corren dos ediciones, la segunda algo más ampliada; pero acaso su éxito más clamoroso lo haya obtenido con una pieza teatral prontamente llevada al cine, Las bicicletas son para el verano, sobre sus recuerdos de adolescencia durante la Guerra Civil.
De su mano entró el cine en la Real Academia Española, de la que fue elegido miembro en 1998 y tomó posesión del sillón B el 30 de enero de 2000. Fue galardonado con el Premio Príncipe de Asturias de las Artes en el año 1995.

### Cine

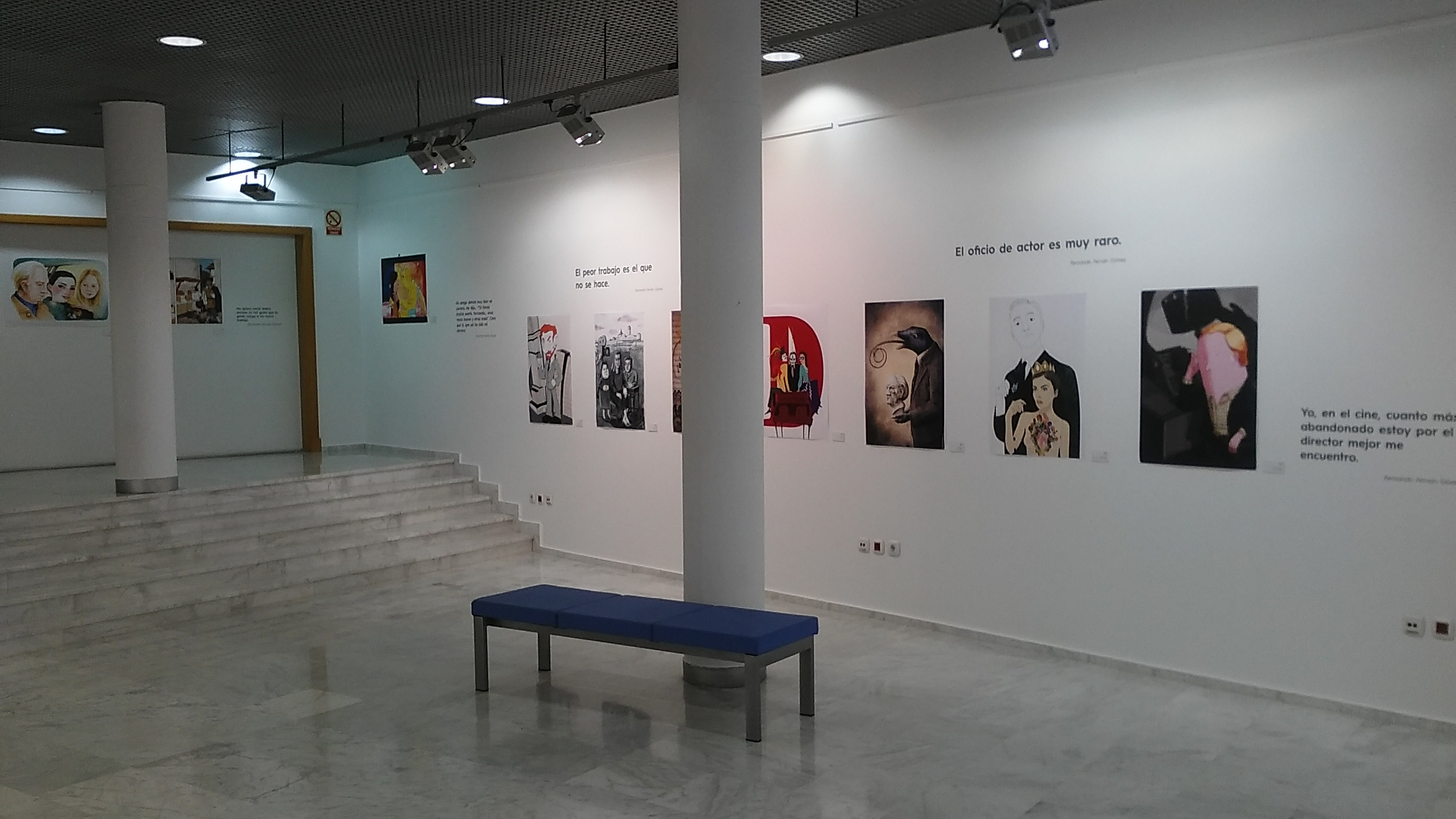
Exposición sobre el actor

Polifacético, querido y respetado por los profesionales de la industria y por varias generaciones de espectadores, encontró la popularidad como actor casi al principio de su carrera cinematográfica con el clásico de la comedia negra Domingo de carnaval (del célebre realizador Edgar Neville), que protagonizó junto a Conchita Montes en 1945. Dos años antes había aparecido como secundario en otro notable título del cine español de los cuarenta como Cristina Guzmán. Ese mismo año acompañó a una ya consagrada Imperio Argentina y al recordado galán Alfredo Mayo en la exótica comedia Bambú, y también participó en un pequeño clásico de la comedia fantástica como El destino se disculpa, de José Luis Sáenz de Heredia, siguiendo el estilo del subgénero estadounidense en boga durante esos años (La pareja invisible, de Norman Z. MacLeod, Me casé con una bruja, de René Clair, Dos en el cielo, de Victor Fleming, etc.). A partir de entonces encadenó títulos de éxito que hoy críticos y cinéfilos califican de indispensables, trabajando con Gonzalo Delgrás (Los habitantes de la casa deshabitada); Carlos Serrano de Osma (Embrujo, junto a Lola Flores y Manolo Caracol); Sáenz de Heredia (La mies es mucha, Los ojos dejan huellas); Ramón Torrado, (Botón de ancla); José Antonio Nieves Conde (Balarrasa, El inquilino); Luis Marquina, (El capitán Veneno). En aquella época también trabajó en Barcelona como actor de doblaje.
En la década de 1950, se consolidó como actor principal en toda serie de comedias (El fenómeno), dramas (La gran mentira) y cine religioso (Balarrasa) o folclórico (Morena Clara), propagandísticos o directamente escapistas (lo que en muchos sentidos también es considerado como propaganda por los historiadores), al tiempo que interviene en una de las primeras avanzadillas de lo que luego será el «Nuevo cine español»: Esa pareja feliz de Bardem y Berlanga. También ahora participa en algunas coproducciones de interés como La conciencia acusa (del genial Georg Wilhelm Pabst) o Lo scapolo (de Antonio Pietrangeli) junto a Alberto Sordi, y por último, inicia una incipiente carrera como director, con obras de encargo de desigual fortuna: en este sentido, sobresale su versión de la novela de Wenceslao Fernández Flórez El malvado Carabel y dos excelentes comedias en las que compartió química y cartel con la deliciosa Analía Gadé, una de sus parejas más recurrentes, como son La vida por delante y La vida alrededor.

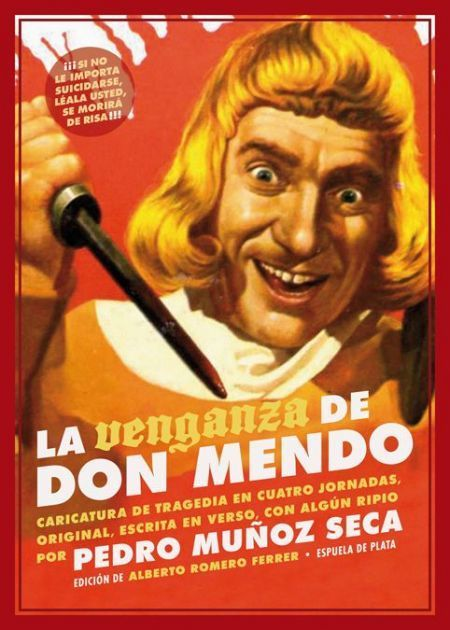
Cartel de La venganza de Don Mendo, dirigida y escrita por Fernando Fernán Gómez

Al hilo del cine español de los sesenta, su filmografía como actor y director se llenó de comedias de todo tipo como: La venganza de Don Mendo, Adiós, Mimí Pompom, Ninette y un señor de Murcia, Crimen imperfecto o Un vampiro para dos, parodia de los filmes de Drácula con José Luis López Vázquez y Gracita Morales.
Incluso en esta época de trabajos eminentemente comerciales, hay excepciones como sus trabajos de dirección en El mundo sigue (1963), un durísimo drama naturalista, inspirado en la novela homónima de Juan Antonio Zunzunegui, donde se enfrentan dos hermanas de concepciones vitales opuestas en plena sociedad de posguerra española, su primer éxito como director, y en El extraño viaje (1964), en el que retrata, con casi mayor penetración que el propio Berlanga, el clima cicatero y opresivo de la sociedad española del Franquismo y que permanece como una de las cumbres del cine español de todos los tiempos; ambas producciones tuvieron tremendos encontronazos con la censura. Por otra parte, es ahora cuando inicia relación profesional con otra de sus parejas más emblemáticas, Concha Velasco, con la comedia negra Crimen para recién casados.
En los setenta, Fernán-Gómez se convirtió en uno de los actores más solicitados de la llamada Transición española, con títulos dorados de esos años como El espíritu de la colmena, El amor del capitán Brando, Pim, pam, pum... ¡fuego!, Mi hija Hildegart, Los restos del naufragio, Mamá cumple cien años o ¡Arriba Hazaña!. Con ello inició una exitosa colaboración al lado del notable director Jaime de Armiñán y una también estrecha relación profesional con Carlos Saura, ganándose con ello un justo prestigio como actor y director además de reconocimiento por su ya larga trayectoria. En 1976 intervino en un título de indudable valor, si bien no para el gran público, como El anacoreta, premiada en el Festival Internacional de Cine de Berlín. También dirigió e interpretó dos exitosas producciones para TVE (el telefilme Juan soldado y sobre todo la serie El pícaro) que se cuelan en la memoria del gran público. Tras la muerte de Franco y la legalización de la CNT-AIT, tuvo una militancia activa en el Sindicato de Espectáculos de Barcelona participando en las Jornadas Libertarias de Barcelona en julio de 1977 junto a su compañera Emma Cohen.
En 1981 protagonizó un film memorable, Maravillas de Gutiérrez Aragón, y comenzó a encadenar éxitos de crítica y público (La colmena, Stico, Los zancos, Réquiem por un campesino español, La corte de Faraón, La mitad del cielo y El viaje a ninguna parte). Termina la década con excelentes trabajos en filmes no muy bien acogidos pero de calidad: Esquilache y El río que nos lleva. En 1986 rodó en Argentina un título muy a tener en cuenta, Pobre mariposa, de Raúl de la Torre, junto a un reparto internacional (Bibi Andersson, Vittorio Gassman, Fernando Rey, Graciela Borges); y también es esta la década en que se encuentra más activo en sus trabajos para TVE (Ramón y Cajal: Historia de una voluntad, Fortunata y Jacinta, Las pícaras, Juncal o Cuentos imposibles).
La década de 1990 presencia el inicio de un período de menor actividad profesional derivada de algunos problemas de salud y de, seguramente, falta de papeles de envergadura para un actor como él. Salvo Belle Époque y el Óscar que consigue la cinta como mejor película extranjera, debemos esperar hasta 1998 para volver a verle en dos cintas tan distintas como importantes (cada una a su manera) como son El abuelo (nominada al Óscar y gran éxito de taquilla) y Pepe Guindo (homenaje-ficción al gran actor por parte de un director infravalorado pero nada mediocre como Manuel Iborra). Entremedias, estuvo varias temporadas en la serie de TV Los ladrones van a la oficina, que le devolvería la popularidad a él y otros grandes nombres de la interpretación como Agustín González, Manuel Alexandre o José Luis López Vázquez. Después recupera fuelle con tres grandes películas (Todo sobre mi madre, Plenilunio y el éxito popular La lengua de las mariposas).
Más recientemente rodó Visionarios, de Gutiérrez Aragón; El embrujo de Shanghai, con Fernando Trueba; Para que no me olvides, y la que probablemente quede como su última gran interpretación en la espléndida En la ciudad sin límites, de Antonio Hernández.
Marisa Paredes, presidenta de la Academia de las Artes y las Ciencias Cinematográficas de España, en la entrega de la décima Medalla de Oro, lo describió a la perfección: «Por anarquista, por poeta, por cómico, por articulista, por académico, por novelista, por dramaturgo, por único y por consecuente».
Colaboró durante treinta y cinco años con el diario ABC.

### Muerte

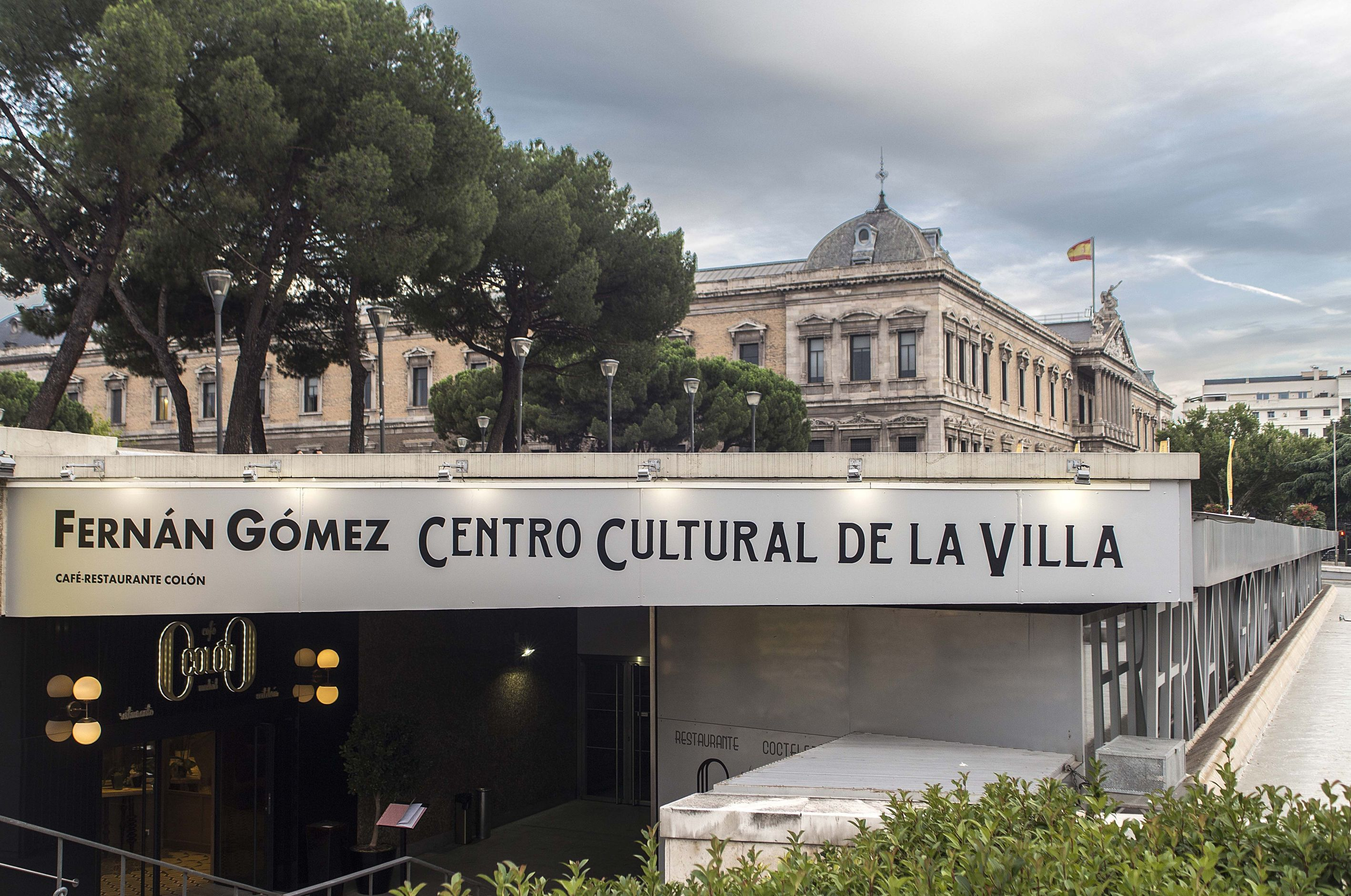
Entrada al Teatro Fernando Fernán Gómez. Madrid

El 19 de noviembre de 2007 fue ingresado en el área de Oncología del madrileño Hospital Universitario La Paz para ser tratado de una neumonía. Falleció en Madrid a causa de un cáncer de colon dos días después, el 21 de noviembre de 2007, a los 86 años de edad. Tras anunciarlo el presidente del Gobierno, José Luis Rodríguez Zapatero, en la capilla ardiente del actor, el Gobierno de España le concedió el día 23 de noviembre, a título póstumo, la Gran Cruz de la Orden Civil de Alfonso X el Sabio. También, el alcalde de Madrid Alberto Ruiz-Gallardón anunció que el Centro Cultural de la Villa de Madrid pasará a llamarse Teatro Fernando Fernán Gómez. En la capilla ardiente su féretro fue recubierto con una bandera rojinegra anarquista, siendo posteriormente incinerado en el Cementerio de La Almudena de Madrid.
En 2023, el Estado adquirió el archivo de Fernando Fernán Gómez y de su esposa Emma Cohen.

## Obra literaria

### Novela
- El vendedor de naranjas. Madrid, Tebas, 1961; Madrid, Espasa-Calpe, 1986. Logroño, Pepitas de Calabaza, 2021.
- El viaje a ninguna parte. Madrid, Debate, 1985.
- El mal amor. Barcelona, Planeta, 1987; novela histórica.
- El mar y el tiempo. Barcelona, Planeta, 1988.
- El ascensor de los borrachos. Madrid, Espasa-Calpe, 1993.
- La Puerta del Sol. Madrid, Espasa-Calpe, 1995.
- ¡Stop! novela de amor. Madrid, Espasa-Calpe, 1997.
- La cruz y el lirio dorado. Madrid, Espasa-Calpe, 1998; novela histórica.
- Oro y hambre. Barcelona, Muchnik, 1999, novela histórica.
- Capa y espada. Madrid, Espasa-Calpe, 2001; novela histórica.
- El tiempo de los trenes. Madrid, Espasa-Calpe, 2004.

### Teatro
- Pareja para la eternidad. Madrid, Acanto, 1947.
- Marido y medio. Comedia estrenada el 7 de junio de 1950 en el Teatro Gran Vía de Madrid, inédita.
- Las bicicletas son para el verano. Madrid, Espasa-Calpe, 1984.
- La coartada. Los domingos, bacanal. Madrid, Espasa-Calpe, 1985; Madrid, Antonio Machado, 1987.
- Lazarillo de Tormes. Adaptación. Valladolid, Castilla Eds., 1994.
- Del Rey Ordás y su infamia. Comedia estrenada el 22 de agosto de 1983 en el Teatro Palacio del Progreso de Madrid, inédita.
- Ojos de bosque. Comedia estrenada el 9 de julio de 1986 en la plaza de la Almudena de Madrid, dentro de la programación de «Los veranos de la Villa», inédita.
- El Pícaro. Aventuras y desventuras de Lucas Maraña. Estrenada en el Teatro Central Hispano de Sevilla el 8 de septiembre de 1992, inédita.
- Los invasores del palacio. Madrid, Fundación Autor, 2000.
- Defensa de Sancho Panza. Estrenada en el XXV Festival Internacional de Teatro Clásico de Almagro el 19 de julio de 2002, publicada en la revista Acotaciones 20.
- Morir cuerdo y vivir loco. Estrenada en el Teatro Principal de Zaragoza el 13 de enero de 2004, inédita.
- Teatro. Recopila más de 20 textos teatrales recuperados y analizados durante tres años por su nieta Helena de Llanos. (Galaxia Gutenberg, 2019)

### Memorias
- Diario de Cinecittà. Revista Internacional del Cine, núm. 6, noviembre de 1952; núm. 7, diciembre de 1952.
- El olvido y la memoria. Autobiografía de Fernando Fernán-Gómez. Triunfo, núm. 3, 6.ª época, enero de 1981.
- El tiempo amarillo. Memorias. I (1921-1943) y II (1943-1987). Madrid, Debate, 1990.
- El tiempo amarillo: memorias ampliadas (1921-1997). Madrid, Debate, 1998. Madrid, Capitán Swing, 2015.

### Poesía
- A Roma por algo. Madrid, Separata de Poesía Española (1954); Madrid, Fernán-Gómez Arte y Ediciones, 1982.
- El canto es vuelo. Madrid, Visor, 2002 (poesía completa).

### Artículos y ensayos
- El actor y los demás. Barcelona, Laia, 1987.
- Impresiones y depresiones. Barcelona, Planeta, 1987.
- Historias de la picaresca. Barcelona, Planeta, 1989.
- El arte de desear. Madrid, Temas de Hoy, 1992.
- Imagen de Madrid. Madrid, El País-Aguilar, 1992.
- Tejados de Madrid. Madrid, Telefónica de España, 1992.
- Desde la última fila: cien años de cine. Madrid, Espasa-Calpe, 1995.
- Nosotros, los mayores, 1999.
- Puro teatro y algo más, 2002.
- Variedades[16], Huerga y Fierro, 2019

### Literatura infantil
- Los ladrones. Madrid, Anaya, 1986.
- Retal. Madrid, Anaya, 1988.

### Varios
- Mi querido general (guion de cine), 1986.
- Historias de la picaresca, 1989.
- La intrusa (guion de televisión sobre un cuento de Borges), 1986
- Fuera de juego (guion de cine), 1991.
- Las anécdotas del teatro: ¡aquí sale hasta el apuntador!, Barcelona, DeBolsillo, 1997.
- La buena memoria (libro de conversaciones entre Fernando Fernán Gómez y Eduardo Haro Tecglen, recogidas por Diego Galán). Alfaguara,1997
- La escena, la calle y las nubes (relatos), Madrid, Espasa-Calpé, 2000.
- Conversaciones con Fernando Fernán-Gómez (libro-entrevista a cargo de Enrique Brasó), Madrid, Espasa-Calpe, 2002.

## Como director

### Cine
- Manicomio (codirigida con Luis María Delgado) (1954)
- El mensaje (1955)
- El malvado Carabel (1956)
- La vida por delante (1958)
- La vida alrededor (1959)
- Sólo para hombres (1960)
- La venganza de Don Mendo (1961)
- El mundo sigue (1963)
- Los Palomos (1964)
- El extraño viaje (1964)
- Ninette y un señor de Murcia (1965)
- Mayores con reparos (1966)
- Crimen imperfecto (1970)
- Cómo casarse en 7 días (1971)
- Yo la vi primero (1974)
- La querida (1976)
- ¡Bruja, más que bruja! (1976)
- Mi hija Hildegart (1977)
- Cinco tenedores (1980)
- Mambrú se fue a la guerra (1986)
- El viaje a ninguna parte (1986)
- El mar y el tiempo (1989)
- Fuera de juego (1991)
- Siete mil días juntos (1994)
- Así en el cielo como en la tierra (1995)
- Pesadilla para un rico (1996)
- A Porta do Sol (1998)
- Lázaro de Tormes (codirigida con José Luis García Sánchez) (2001)

### Televisión
- Juan soldado (1973)
- El pícaro (1974)
- Tertulia con… (1981)

### Teatro
- La vida en un bloc (1953), de Carlos Llopis
- Con derecho a fantasma (1958), de Eduardo De Filippo
- La vil seducción (1967), de Juan José Alonso Millán.
- El alcalde de Zalamea (1979), de Calderón de la Barca.

## Como actor

### Cine
- Rosas de otoño (Juan de Orduña, 1943)
- Se vende un palacio (Ladislao Vajda, 1943)
- Turbante blanco (Ignacio F. Iquino, 1943)
- Viviendo al revés (Ignacio F. Iquino, 1943)
- Cristina Guzmán (Gonzalo Delgrás, 1943)
- Noche fantástica (Luis Marquina, 1943)
- La chica del gato (Ramón Quadreny, 1943)
- Empezó en boda (Raffaello Matarazzo, 1944)
- Una chica de opereta (Ramón Quadreny, 1944)
- Mi enemigo y yo (Ramón Quadreny, 1944)
- Eres un caso (Ramón Quadreny, 1945)
- Espronceda (Fernando Alonso Casares, 1945)
- Se le fue el novio (Julio Salvador, 1945)
- El destino se disculpa (José Luis Sáenz de Heredia, 1945)
- El camino de Babel (Jerónimo Mihura, 1945)
- Bambú (José Luis Sáenz de Heredia, 1945)
- Domingo de carnaval (Edgar Neville, 1945)
- La próxima vez que vivamos (Enrique Gómez, 1946)
- Los habitantes de la casa deshabitada (Gonzalo Delgrás, 1946)
- Es peligroso asomarse al exterior (Alejandro Ulloa, Arthur Duarte, 1946)
- Noche sin cielo (Ignacio F. Iquino, 1947)
- La muralla feliz (Enrique Herreros, 1947)
- La sirena negra (Carlos Serrano de Osma, 1947)
- Embrujo (Carlos Serrano de Osma, 1947)
- Hoy no pasamos lista (Raúl Alfonso, Rafael Alonso, 1948)
- Pototo, Boliche y compañía (Ramón Barreiro, 1948)
- Encrucijada (Pedro Lazaga, 1948)
- La mies es mucha (José Luis Sáenz de Heredia, 1948)
- Botón de ancla (Ramón Torrado, 1948)
- Vida en sombras (Lorenzo Llobet Gracia, 1948)
- Noventa minutos (Antonio del Amo, 1949)
- Alas de juventud (Antonio del Amo, 1949)
- Facultad de letras (Pío Ballesteros, 1950)
- Tiempos felices (Enrique Gómez, 1950)
- El último caballo (Edgar Neville, 1950)
- La noche del sábado (Rafael Gil, 1950)
- Balarrasa (José Antonio Nieves Conde, 1951)
- La trinca del aire (Ramón Torrado, 1951)
- El capitán Veneno (Luis Marquina, 1951)
- Me quiero casar contigo (Jerónimo Mihura, 1951)
- Cincuenta años del Real Madrid (Rafael Gil, 1952)
- El sistema Pelegrín (Ignacio F. Iquino, 1952)
- Los ojos dejan huellas (José Luis Sáenz de Heredia, 1952)
- La conciencia acusa (Georg Wilhelm Pabst, 1953)
- Esa pareja feliz (Juan Antonio Bardem, Luis García Berlanga, 1953)
- Aeropuerto (Luis Lucia Mingarro, 1953)
- Nadie lo sabrá (Ramón Torrado, 1953)
- Manicomio (Fernando Fernán-Gómez, Luis María Delgado, 1954)
- Rebeldía (José Antonio Nieves Conde, 1954)
- Morena Clara (Luis Lucia Mingarro, 1954)
- La otra vida del capitán Contreras (Rafael Gil, 1955)
- El guardián del paraíso (Arturo Ruiz Castillo, 1955)
- Congreso en Sevilla (Antonio Román, 1955)
- El mensaje (1955)
- Lo scapolo (en España, El soltero, Antonio Pietrangeli, 1955)
- La gran mentira (Rafael Gil, 1956)
- El fenómeno (José María Elorrieta, 1956)
- El malvado Carabel (1956)
- Viaje de novios (León Klimovsky, 1956)
- El inquilino (José Antonio Nieves Conde, 1957)
- Las muchachas de azul (Pedro Lazaga, 1957)
- La ironía del dinero (Edgar Neville y Guy Lefranc, 1957)
- Faustina (José Luis Sáenz de Heredia, 1957)
- Un marido de ida y vuelta (Luis Lucia Mingarro, 1957)
- Los ángeles del volante (Ignacio F. Iquino, 1957)
- La vida por delante (Fernando Fernán-Gómez y José Luis de la Torre, 1958)
- Ana dice sí (Pedro Lazaga, 1958)
- La vida alrededor (1959)
- Luna de verano (Pedro Lazaga, 1959)
- Soledad (Mario Craveri, Enrico Gras y Félix Acaso, 1959)
- Bombas para la paz (Antonio Román, 1959)
- Los tres etcéteras del coronel (Claude Boissol, 1959
- Sólo para hombres (1960)
- La vida privada de Fulano de Tal (José María Forn, 1960)
- Crimen para recién casados (Pedro Luis Ramírez, 1960)
- La venganza de Don Mendo (1961)
- Adiós, Mimí Pompom (Luis Marquina, 1961)
- Fantasmas en la casa (Pedro Luis Ramírez, 1961)
- ¿Dónde pongo este muerto? (Pedro Luis Ramírez, 1962)
- Benigno, hermano mío (Arturo González hijo, 1963)
- Rififí en la ciudad (Jesús Franco, 1963)
- La becerrada (José María Forqué, 1963)
- El mundo sigue (1965)
- Ninette y un señor de Murcia (1965)
- Un vampiro para dos (Pedro Lazaga, 1965)
- La mujer de tu prójimo (Enrique Carreras, 1966)
- Mayores con reparos (1966)
- La vil seducción (José María Forqué, 1968)
- ¿Por qué pecamos a los cuarenta? (Pedro Lazaga, 1969)
- Las panteras se comen a los ricos (Ramón Fernández, 1969)
- Carola de día, Carola de noche (Jaime de Armiñán, 1969)
- Un adulterio decente (Rafael Gil, 1969)
- Estudio amueblado 2.P. (José María Forqué, 1969)
- El triangulito (José María Forqué, 1970)
- De profesión sus labores (Javier Aguirre, 1970)
- Crimen imperfecto (1970)
- Pierna creciente, falda menguante (Javier Aguirre, 1970)
- Cómo casarse en 7 días (1971)
- Las Ibéricas F.C. (Pedro Masó, 1971)
- Los gallos de la madrugada (José Luis Sáenz de Heredia, 1971)
- Vera, un cuento cruel (Josefina Molina, 1973)
- Don Quijote cabalga de nuevo (Roberto Gavaldón, 1973)
- La leyenda del alcalde de Zalamea (Mario Camus, 1973)
- Ana y los lobos (Carlos Saura, 1973)
- El espíritu de la colmena (Víctor Erice, 1973)
- Yo la vi primero (1974)
- El amor del capitán Brando (Jaime de Armiñán, 1974)
- Sensualidad (Germán Lorente, 1975)
- Pim, pam, pum... ¡fuego! (Pedro Olea, 1975)
- Yo soy Fulana de Tal (Pedro Lazaga, 1975)
- Jo, papá (Jaime de Armiñán, 1975)
- La querida (1976)
- El anacoreta (Juan Estelrich, 1976)
- ¡Bruja, más que bruja! (1976)
- Gulliver (Alfonso Ungría, 1976)
- Las cuatro novias de Augusto Pérez (José Jara, 1976)
- Imposible para una solterona (Rafael Romero Marchent, 1976)
- Reina Zanahoria (Gonzalo Suárez, 1977)
- La ragazza dal pigiama giallo (La chica del pijama amarillo, Flavio Mogherini, 1977)
- Más fina que las gallinas (Jesús Yagüe, 1977)
- Parranda (Gonzalo Suárez, 1977)
- Chely (Ramón Fernández, 1977)
- Los restos del naufragio (Ricardo Franco, 1978)
- Arriba Hazaña (José María Gutiérrez Santos, 1978)
- Madrid al desnudo (Jacinto Molina, 1979)
- Milagro en el circo (Alejandro Galindo, 1979)
- Mamá cumple cien años (Carlos Saura, 1979)
- Yo qué sé (Emma Cohen, 1980)
- Maravillas (Manuel Gutiérrez Aragón, 1981)
- 127 millones libres de impuestos (Pedro Masó, 1981)
- Apaga... y vámonos (Antonio Hernández, 1982)
- Copia cero (Eduardo Campoy, 1982)
- Bésame, tonta (Fernando González de Canales, 1982)
- Soldados de plomo (José Sacristán, 1983)
- Interior roig (Interior rojo, Eugenio Anglada, 1983)
- La colmena (Mario Camus, 1983)
- Juana la loca... de vez en cuando (José Ramón Larraz, 1983)
- Stico (Jaime de Armiñán, 1984)
- Feroz (Manuel Gutiérrez Aragón, 1984)
- Los zancos (Carlos Saura, 1984)
- La noche más hermosa (Manuel Gutiérrez Aragón, 1984)
- De hombre a hombre (Ramón Fernández, 1985)
- Luces de bohemia (Miguel Ángel Díez, 1985)
- Réquiem por un campesino español (Francisco Betriú, 1985)
- La corte de Faraón (José Luis García Sánchez, 1985)
- Marbella, un golpe de cinco estrellas (Miguel Hermoso, 1985)
- La mitad del cielo (Manuel Gutiérrez Aragón, 1986)
- Pobre mariposa (Raúl de la Torre, 1986)
- Mambrú se fue a la guerra (1986)
- El viaje a ninguna parte (1986)
- Delirios de amor (Antonio González Vigil, Luis Eduardo Aute, Cristina Andreu, Félix Rotaeta, 1986)
- El gran Serafín (José María Ulloque, 1987)
- Cara de acelga (José Sacristán, 1987)
- Mi general (Jaime de Armiñán, 1987)
- Moros y cristianos (Luis García Berlanga, 1987)
- Esquilache (Josefina Molina, Joaquín Molina, 1987)
- El mar y el tiempo (Fernando Fernán-Gómez, 1989)
- El río que nos lleva (Antonio del Real, 1989)
- Fuera de juego (1991)
- El rey pasmado (Imanol Uribe, 1991)
- Marcellino (Marcelino, pan y vino, Luigi Comencini, 1991)
- Chechu y familia (Álvaro Sáenz de Heredia, 1992)
- Belle Époque (Fernando Trueba, 1992)
- Cartas desde Huesca (Antonio Artero, 1993)
- Así en el cielo como en la tierra (José Luis Cuerda, 1995)
- Pintadas (Juan Estelrich junior, 1996)
- Pesadilla para un rico (1996)
- Tranvía a la Malvarrosa (José Luis García Sánchez, 1996)
- La hermana (Juan José Porto, 1997)
- El sueño de los héroes (Sergio Renán, 1997)
- Pepe Guindo (Manuel Iborra, 1998)
- El abuelo (José Luis Garci, 1998)
- Todo sobre mi madre (Pedro Almodóvar, 1999)
- Plenilunio (Imanol Uribe, 1999)
- La lengua de las mariposas (José Luis Cuerda, 1999)
- Voz (Javier Aguirre, 2000)
- Visionarios (Manuel Gutiérrez Aragón, 2001)
- El embrujo de Shanghai (Fernando Trueba, 2002)
- En la ciudad sin límites (Antonio Hernández, 2002)
- Bibliofrenia (Marcos Moreno, 2003)
- ¡Hay motivo! (Varios, 2004) – voz en el epílogo
- Tiovivo c. 1950 (José Luis Garci, 2004)
- Para que no me olvides (Patricia Ferreira, 2005)
- La silla de Fernando (David Trueba y Luis Alegre, 2006)
- Mia Sarah (Gustavo Ron, 2006)

### Televisión
| - Fábulas (1968) (serie) - «El alcalde de Zalamea» (episodio de Estudio 1) (1968) - La última cinta (1969) - Del dicho al hecho (serie) (1971) - Tres eran tres (episodio) (1972) - Juan soldado (1973) - El pícaro (serie) (1974) - Memorias del cine español (episodio) (1978) - Fortunata y Jacinta (miniserie) (1980) - El alcalde de Zalamea (episodio de Teatro Estudio) (1981) - Tertulia con (programa) (1981) - Ramón y Cajal (serie) (1982) - Los desastres de la guerra (miniserie) (1983) - «La garduña de Sevilla», episodio de Las pícaras (1983) | - El jardín de Venus (serie) (1983) - «Nuevo amanecer» (episodio de Cuentos imposibles) (1984) - La noche del cine español (2 episodios) (1985-1986) - Juncal (1989) - La mujer de tu vida: La mujer perdida (1988) - La mujer de tu vida 2: Las mujeres de mi vida (1992) - «Esta noche es Nochebuena» (episodio de Farmacia de guardia) (1992) - Los ladrones van a la oficina (1993-1995) - Cuéntame cómo pasó (2001) |

### Teatro
- Los ladrones somos gente honrada (1941), de Enrique Jardiel Poncela.
- El amor sólo dura 2.000 metros (1941), de Enrique Jardiel Poncela.
- Madre (el drama padre) (1941), de Enrique Jardiel Poncela.
- Es peligroso asomarse al exterior (1942), de Enrique Jardiel Poncela.
- El caso del señor vestido de violeta (1954), de Miguel Mihura.
- Mayores con reparos (1965), de Juan José Alonso Millán.
- La vil seducción (1967), de Juan José Alonso Millán.
- La pereza (1968), de Ricardo Talesnik.
- Un enemigo del pueblo (1972), de Henrik Ibsen en versión de Arthur Miller.
- El alcalde de Zalamea (1979), de Calderón de la Barca.

## Premios y candidaturas

### Certámenes anuales
Premios Goya
| Año  | Categoría                                   | Película                   | Resultado |
| ---- | ------------------------------------------- | -------------------------- | --------- |
| 1986 | Mejor dirección                             | El viaje a ninguna parte   | Ganador   |
| 1986 | Mejor interpretación masculina protagonista | Mambrú se fue a la guerra  | Ganador   |
| 1986 | Mejor guion                                 | El viaje a ninguna parte   | Ganador   |
| 1989 | Mejor dirección                             | El mar y el tiempo         | Candidato |
| 1989 | Mejor interpretación masculina protagonista | El mar y el tiempo         | Candidato |
| 1989 | Mejor interpretación masculina protagonista | Esquilache                 | Candidato |
| 1989 | Mejor guion adaptado                        | El mar y el tiempo         | Candidato |
| 1992 | Mejor interpretación masculina de reparto   | Belle Époque               | Ganador   |
| 1998 | Mejor interpretación masculina protagonista | El abuelo                  | Ganador   |
| 1999 | Mejor interpretación masculina protagonista | La lengua de las mariposas | Candidato |
| 2000 | Mejor guion adaptado                        | Lázaro de Tormes           | Ganador   |

Medallas del Círculo de Escritores Cinematográficos
| Año  | Categoría                | Película                                  | Resultado |
| ---- | ------------------------ | ----------------------------------------- | --------- |
| 1950 | Mejor actor principal    | El último caballo                         | Ganador   |
| 1951 | Mejor actor principal    | Balarrasa                                 | Ganador   |
| 1958 | Mejor argumento original | La vida por delante                       | Ganador   |
| 1973 | Mejor actor              | El espíritu de la colmena Ana y los lobos | Ganador   |
| 1978 | Mejor actor              | Los restos del naufragio                  | Ganador   |
| 1990 | Mejor guion original     | Fuera de juego                            | Ganador   |
| 1998 | Mejor actor              | El abuelo                                 | Ganador   |
| 2006 | Mejor actor secundario   | Mia Sarah                                 | Ganador   |

Fotogramas de Plata
| Año  | Categoría                        | Película                                                                               | Resultado |
| ---- | -------------------------------- | -------------------------------------------------------------------------------------- | --------- |
| 1951 | Mejor intérprete de cine español | Balarrasa                                                                              | Ganador   |
| 1969 | Mejor intérprete de televisión   | La última cinta                                                                        | Ganador   |
| 1973 | Mejor intérprete de televisión   | Juan soldado                                                                           | Ganador   |
| 1981 | Mejor intérprete de cine español | Maravillas                                                                             | Candidato |
| 1983 | Mejor actor de cine              | Soldados de plomo                                                                      | Candidato |
| 1985 | Mejor actor de cine              | La corte de Faraón Marbella, un golpe de cinco estrellas Stico                         | Candidato |
| 1986 | Mejor actor de cine              | Delirios de amor El viaje a ninguna parte La mitad del cielo Mambrú se fue a la guerra | Ganador   |
| 1993 | Mejor actor de televisión        | Los ladrones van a la oficina                                                          | Candidato |
| 1994 | Mejor actor de televisión        | A su servicio La mujer de tu vida 2: Las mujeres de mi vida                            | Candidato |
| 1997 | Toda una vida                    |                                                                                        | Ganador   |
| 1999 | Mejor actor de cine              | La lengua de las mariposas Pepe Guindo Todo sobre mi madre                             | Candidato |

Unión de Actores
| Año  | Categoría                                       | Película                      | Resultado |
| ---- | ----------------------------------------------- | ----------------------------- | --------- |
| 1992 | Toda una vida                                   |                               | Ganador   |
| 1993 | Mejor interpretación protagonista de televisión | Los ladrones van a la oficina | Candidato |
| 1998 | Mejor interpretación protagonista de cine       | El abuelo                     | Candidato |

### Festivales
Festival Internacional de Cine de Berlín
| Año  | Categoría                   | Película            | Resultado |
| ---- | --------------------------- | ------------------- | --------- |
| 1977 | Oso de Plata al mejor actor | El anacoreta        | Ganador   |
| 1985 | Oso de Plata al mejor actor | Stico               | Ganador   |
| 2005 | Oso de Honor                | Toda su trayectoria | Ganador   |

Festival Internacional de Cine de San Sebastián
| Año  | Categoría                  | Película           | Resultado |
| ---- | -------------------------- | ------------------ | --------- |
| 1989 | Premio Especial del Jurado | El mar y el tiempo | Ganador   |
| 1999 | Premio Donostia            | -                  | Ganador   |

Festival Internacional de Cine de Venecia
| Año  | Categoría                       | Película   | Resultado |
| ---- | ------------------------------- | ---------- | --------- |
| 1984 | Premio Pasinetti al mejor actor | Los zancos | Ganador   |

Otros galardones
- Premio Nacional de Teatro (1985).

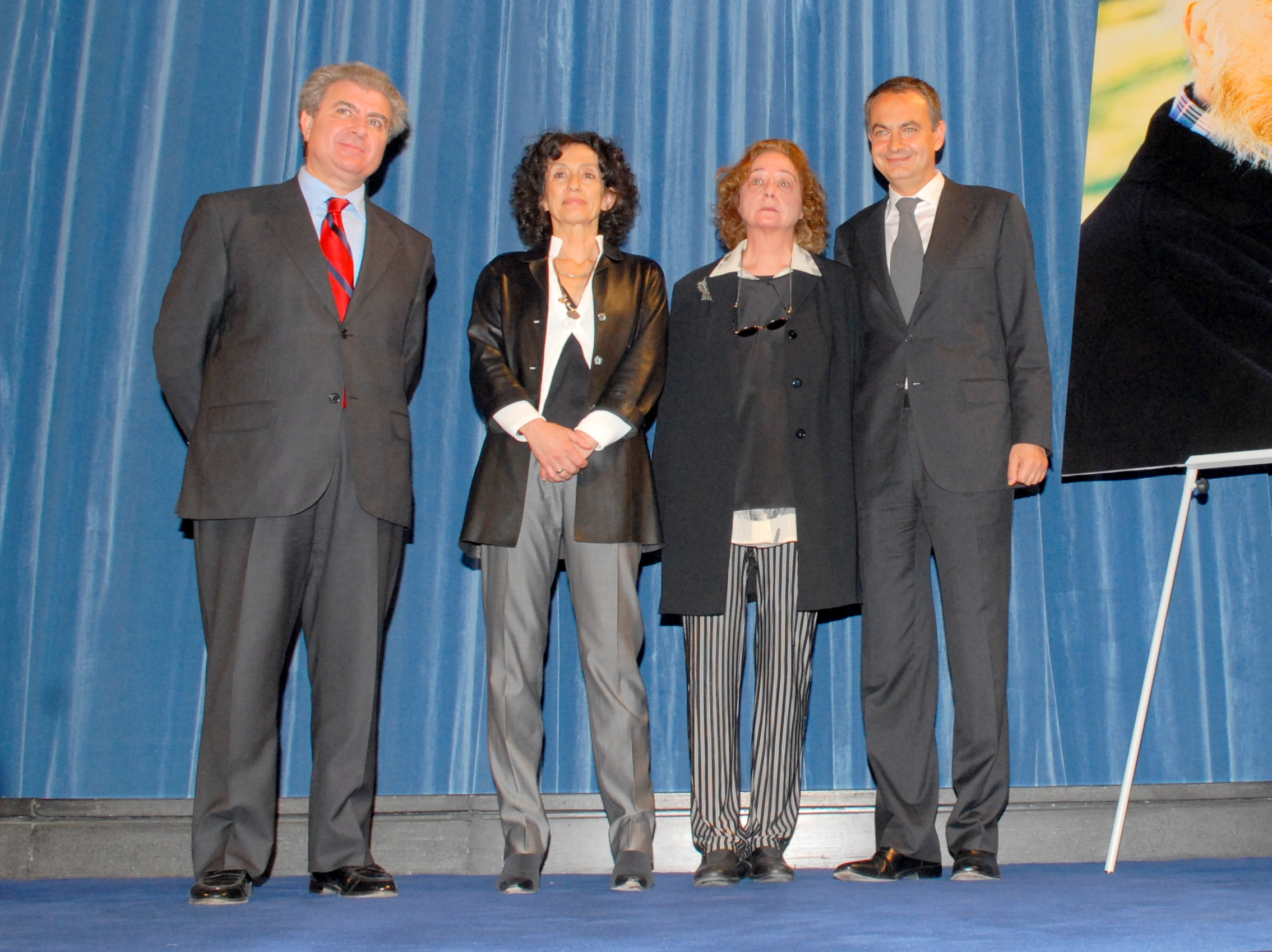
Emma Cohen recibió la Gran Cruz de la Orden Civil de Alfonso X el Sabio concedida a Fernán Gómez a título póstumo.

- Premio Nacional de Cinematografía (1989).
- Premio Príncipe de Asturias de las Artes (1995).
- Semana Internacional de Cine de Valladolid = Espiga de Honor
- Premio Ciudad de Alcalá de las Artes y las Letras (1998).
- Premio Mariano de Cavia, por su artículo «El saloncillo de mis tiempos», publicado en ABC (1999).
- Medalla de Oro al Mérito en el Trabajo (2001)[30]

- Medalla de Oro de la Academia de las Artes y las Ciencias Cinematográficas de España (2001).
- Gran Cruz de la Orden Civil de Alfonso X el Sabio a título póstumo otorgada por el Gobierno de España (2007).[31]

- Estrella en el paseo de la fama de Madrid (2011).

| Predecesor: Emilio Alarcos Llorach | Académico de la Real Academia Española Sillón B 2000-2007 | Sucesor: José Luis Borau Moradell |